# Vers-sur-Selle
Vers-sur-Selle là một xã ở tỉnh Somme, vùng Hauts-de-France, Pháp.

## Địa lý
Thị trấn này có cự ly khoảng 4 miles về phía tây nam của Amiens, trên đường D98 ở thung lũng sông Selle.

## Dân số
| 1962                                                  | 1968 | 1975 | 1982 | 1990 | 1999 |
| ----------------------------------------------------- | ---- | ---- | ---- | ---- | ---- |
| 468                                                   | 481  | 638  | 733  | 736  | 768  |
| Số liệu dân số từ năm 1962, dân số không tính hai lần |      |      |      |      |      |